# Microlepia obtusiloba
Microlepia obtusiloba là một loài thực vật có mạch trong họ Dennstaedtiaceae. Loài này được Hayata miêu tả khoa học đầu tiên năm 1909.